# Петко Йотов
Петко Петков Йотов е български офицер (полковник), военен историк и дългогодишен директор на Националния военноисторически музей в София (1989 – 2009)

## Биография
Роден е на 2 септември 1947 година в гр. Плевен, но е израснал в село Славщица, Тетевенско, откъдето са и родителите му.
През 1969 г. завършва Военното училище във Велико Търново като мотострелковак и Военната академия „Г. С. Раковски“ през 1976 г. Защитил е кандидатска (1987) и докторска дисертация.
Бил е строеви командир. Преподавател е 13 години по военна история във Военновъздушното училище в Долна Митрополия и във Военна академия „Г. С. Раковски“ в София. От 1989 г. е началник на Националния военноисторически музей.
Умира на 1 декември 2009 г., като ден по-рано е приет във Военномедицинска академия след влошаване на състоянието му. Малко преди това е преживял тежка операция и е бил подложен на химиотерапия.

## Други
Известен със своята словоохотливост, безусловно брани честта на българската армия. Хобито му е да ремонтира и колекционира часовници. Има колекция от хладни оръжия (ножове и щикове). През 2004 г. излиза от печат книгата му „Китка здравец“.
Женен е, има 2 дъщери, 3 внучки и един внук, кръстен на негово име Петко.

## Танков „скандал“[10]
През зимата и ранната пролет на 2008 година от т. нар. отбранителна линия „Крали Марко“ по границата с Турция са изкопани 83 останки от немски танкове от Втората световна война и са пренесени в т.нар. „Пионерски казарми“ в гр. Ямбол. По предложение на няколко последователно работили експертни комисии от извадените от укрепената линия общо над 80 броя техника на НВИМ са предложени 17 представителни образци.
На 6 май 2009 година Петко Йотов дава интервю пред Информационна агенция „Фокус“, в което заявява, че „това наистина са жалки, тъжни отпадъци“, от които „не може да се сглоби един пълен експонат“. Изявлението на Йотов от 6 май е отхвърлено категорично от членовете на експертните комисии, понеже „има отделни единици техника, които са в по-добро състояние от тези, намиращи се в НВИМ“, танковете са „експонати с изключително значение за историята на Българската армия“, между които има „уникални образци техника, с които не разполага нито един музей в България, а в световен мащаб са запазени единични екземпляри“, а твърденията на Йотов за лошото им състояние са окачествени като направени по „изключително некомпетентен начин“.